# Суонвилл (тауншип, Миннесота)
Суонвилл (англ. Swanville) — тауншип в округе Моррисон, Миннесота, США. На 2000 год его население составило 534 человека.

## География
По данным Бюро переписи населения США площадь тауншипа составляет 96,3 км², из которых 91,5 км² занимает суша, а 4,8 км² — вода (4,97 %).

## Демография
По данным переписи населения 2000 года здесь находились 534 человека, 176 домохозяйств и 142 семьи.  Плотность населения —  5,8 чел./км².  На территории тауншипа расположено 184 постройки со средней плотностью 2,0 построек на один квадратный километр. Расовый состав населения: 98,31 % белых и 1,69 % азиатов.
Из 176 домохозяйств в 43,2 % воспитывались дети до 18 лет, в 70,5 % проживали супружеские пары, в 6,3 % проживали незамужние женщины и в 19,3 % домохозяйств проживали несемейные люди. 18,8 % домохозяйств состояли из одного человека, при том 11,4 % из — одиноких пожилых людей старше 65 лет. Средний размер домохозяйства — 3,03, а семьи — 3,48 человека.
34,6 % населения младше 18 лет, 6,9 % в возрасте от 18 до 24 лет, 24,9 % от 25 до 44, 20,6 % от 45 до 64 и 12,9 % старше 65 лет. Средний возраст — 36 лет. На каждые 100 женщин приходилось 109,4 мужчин.  На каждые 100 женщин старше 18 приходилось 105,3 мужчин.
Средний годовой доход домохозяйства составлял 36 458 долларов, а средний годовой доход семьи —  40 481 доллар. Средний доход мужчин —  31 875  долларов, в то время как у женщин — 21 042. Доход на душу населения составил 13 955 долларов. За чертой бедности находились 10,6 % семей и 14,7 % всего населения тауншипа, из которых 21,5 % младше 18 и 18,8 % старше 65 лет.